# Hakudzsaden
A Hakudzsaden (白蛇伝; Hepburn: Hakujaden, ’A fehér kígyó legendája’) 1958-ban bemutatott japán animációs játékfilm, amely a Toei Animation gyártásában készült. Az első színes japán animációs film.
Bemutatója 1958. október 22-én volt a japán filmszínházakban. Az Egyesült Államokban is bemutatták Panda and the Magic Serpent címmel, 1961-ben. Ismert még Legend of the White Snake, The Great White Snake és The White Snake Enchantress címeken is.

## Cselekmény
Hszu Hsziennek, egy fiatal fiúnak volt egy fehér kígyója, azonban a szülei megparancsolták neki, hogy váljon meg tőle. Teltek, múltak az évek, amikor egy szörnyű vihar során a kígyó egy szép hercegnővé, Paj Nianggá változott. Paj Niang rátalál Hszu Hszienre, de a hamar egymásba szeretett fiatalokat egy gonosz szellemekre vadászó helyi szerzetes, Fa Haj szétválasztja, mivel úgy véli, hogy Paj Niang is egy gonosz szellem. Hszu Hszien száműzetésbe kerül, de két háziállata, Panda, a panda és Mimi, a vörös panda útnak indulnak, hogy megkeressék gazdájukat. Hszu Hszien közben megtudja az igazságot Fa Hajtól, hogy Paj Niang az a fehér kígyó, akitől gyermekkorában meg kellett válnia. Paj Niang és Fa Haj között harc bontakozik ki, amiben a lány elveszti emberi alakját és visszaváltozik kígyóvá. Hszu Hszien a lány szelleme után rohanva véletlenül leesik egy sziklafalról és meghal. Paj Niang szelleme azonban elmegy a sárkányistenhez, ahol feladja varázserejét, hogy emberré válhasson, s hogy bizonyítsa Hszu Hsziennek, hogy iránta érzett szerelme igaz. A fiúnak elviszi az élet virágát Fa Haj templomába, ahová testét szállították. A szerzetes bizalmatlansága miatt viszont korántsem olyan egyszerű feladat, de segítségére lesz hű szolgája, Hsziao Csing, a halszellem és az állatok is.

## Megvalósítás
A film alapvetően a Szung-dinasztia idején keletkezett kínai népmese, A fehér kígyó legendájának (白蛇傳) feldolgozása. Uehara Sin a feldolgozás során megtartotta a kínai stílusú szereplőket és eredeti neveiket. A választás azért esett egy kínai történetre, mert Ókava Hirosi, a Toei elnöke a megbékélés hangját szerette volna közvetíteni Japán ázsiai szomszédai felé ezzel a második világháborút követő zaklatott időszakban készült filmmel.
A film forgatása során elérte a japán animáció akkori határait. Egy nagyszabású projekt keretében készült, a stáb 13 590 főt tett ki és összesen két évig tartott a gyártás.
Rintaro, aki később elismert filmrendező lett, első animációs munkájaként fázisrajzolóként dolgozott a filmen.

## Szereplők

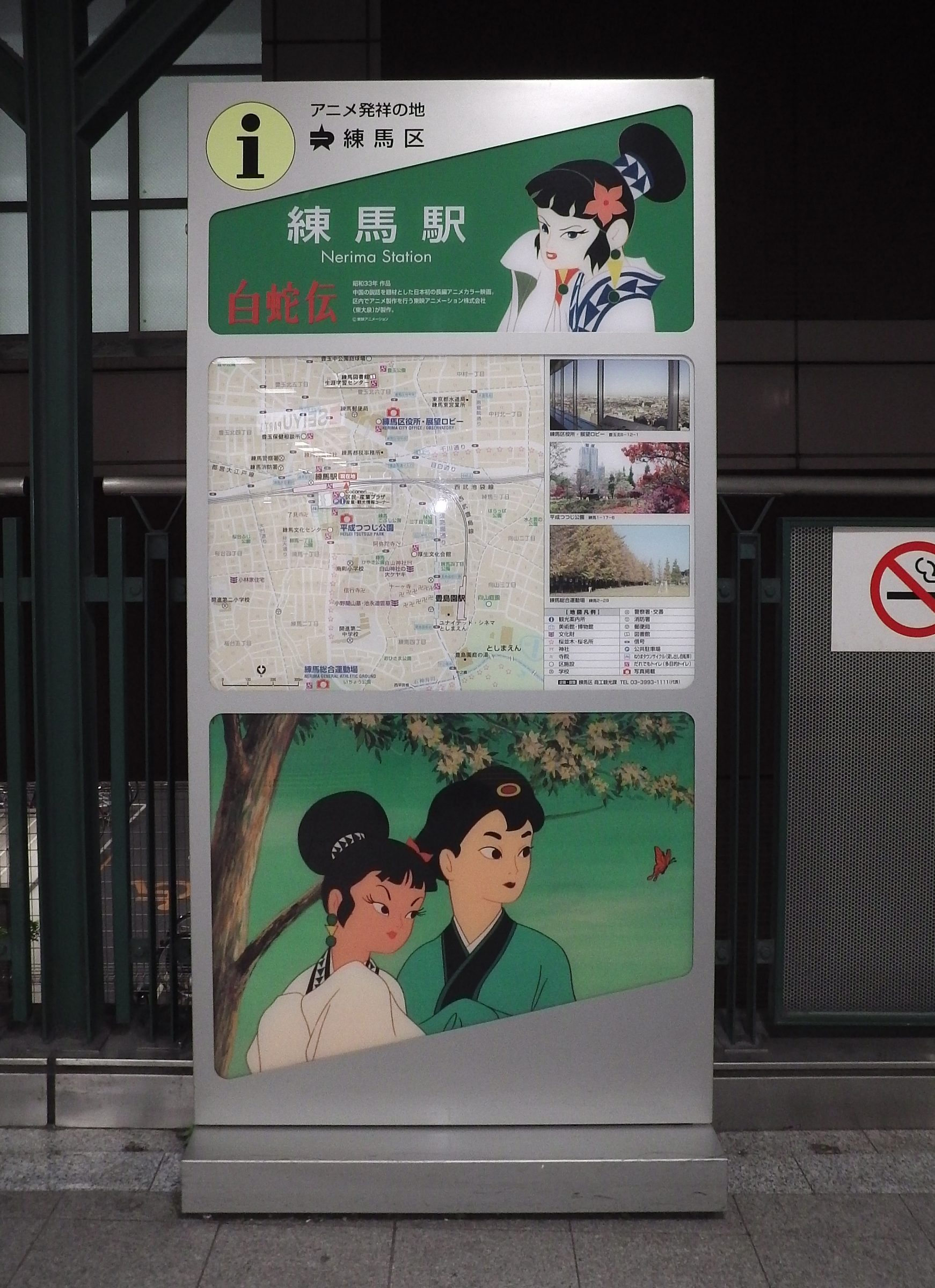
Emléktábla Nerimában

- Morisige Hiszaja: összes férfi szereplő (Hszu Hszien, Fa Haj, Panda, sárkánykirály, harcsakirály, narrátor) japán hangja
- Mijagi Mariko: összes női szereplő (Paj Niang, Hsziao Csing, Mimi, kacsa, menyét) japán hangja

Angol szinkronhangok
- Hszu Hszien/Xu Xian: George Matsui
- Paj Niang/Bai Niang: Lisa Lu
- Fa Haj/Fa Hai szerzetes: Mel Welles
- Hsziao Csing/Xiao Ching, a halszellem: Miiko Taka
- Panda: Fernando Tejada
- Mimi: Virginia Blackman
- kacsa: Jodie McDowell
- menyét: Sara Meric
- sárkánykirály: Bob Neuman
- harcsakirály: ?
- narrátor: Marvin Miller

## Megjelenések
Japánban 1958. október 22-én volt a bemutatója és a Toei Company forgalmazta. Az Egyesült Államokban 1961. március 15-én mutatták be a Global Pictures forgalmazásában. Az amerikai változat több módosítást tartalmazott, például a kis vörös pandát, Mimit macskaként azonosítják, a japán stábkiírást pedig teljes törölték a filmből.
2019 májusában bemutatták a film felújított változatát a 72. cannes-i filmfesztivál Cannes-i klasszikusok szekciójában, megünnepelve az eredeti mozibemutató 60. évfordulóját és a 100 éves japán animációt. A film 35 mm-es szalagját 4K-ban digitalizálták, majd a felújítás után 2K felbontásban állították elő a digitális filmváltozatot.

## Fogadtatás és hatás
Míg a Hakudzsaden 1959-ben elismerést kapott a Velencei Gyermekfilm-fesztiválon, addig az Egyesült Államokban csalódással fogadták 1961-es bemutatásakor. A film történelmi jelentősége viszont nagy, ugyanis ez volt a Toei Dóga első próbálkozása az amerikai animációs stúdiókat követve a „kelet Disney-évé” váljon. Számos fiatal animátorra hatott a film, köztük Mijazaki Hajaóra.
2001-ben az Animage a Hakudzsadent választotta minden idők legjobb animeprodukciójának.
A Hakudzsaden a 73. helyet szerezte meg minden idők 150 legjobb animációs filmjét és sorozatát tartalmazó listáján, amelyet a 2003-as Tokiói Laputa Animációs Fesztiválra készítettek el egy nemzetközi szintű felmérés során, 140 animációs művész és kritikus megkérdezésével.